# Obe Yumi
Obe Yumi (大部 由美, sinh ngày 15 tháng 2 năm 1975) là một cựu cầu thủ bóng đá nữ người Nhật Bản.

## Đội tuyển bóng đá nữ quốc gia Nhật Bản
Obe Yumi thi đấu cho đội tuyển bóng đá nữ quốc gia Nhật Bản từ năm 1991 đến 2004.

## Thống kê sự nghiệp
| Nhật Bản  | Nhật Bản | Nhật Bản |
| Năm       | Trận     | Bàn      |
| --------- | -------- | -------- |
| 1991      | 1        | 0        |
| 1992      | 0        | 0        |
| 1993      | 2        | 0        |
| 1994      | 0        | 0        |
| 1995      | 10       | 1        |
| 1996      | 10       | 1        |
| 1997      | 4        | 0        |
| 1998      | 5        | 0        |
| 1999      | 6        | 2        |
| 2000      | 6        | 1        |
| 2001      | 12       | 1        |
| 2002      | 10       | 0        |
| 2003      | 15       | 0        |
| 2004      | 4        | 0        |
| Tổng cộng | 85       | 6        |